# Dope (Lied)
Dope ist ein Lied der US-amerikanischen Sängerin Lady Gaga aus ihrem dritten Studioalbum Artpop. Das Lied erschien am 4. November 2013 als Promotion-Single für das Album.

## Hintergrund
Der Song wurde geschrieben von Lady Gaga, DJ White Shadow, Nick Monson und Dino Zisis. Später wurde er ein wenig umgeschrieben und dann unter dem Titel "Dope" auf dem Album Artpop veröffentlicht. Produziert wurde das Lied von Lady Gaga und Rick Rubin, der schon frühere Songs von ihr produziert hat. Am 1. September 2013 sang Lady Gaga den Song I Wanna Be With You zum ersten Mal live.

## Cover
Das Cover zeigt Lady Gaga mit einem schwarzen, großen Hut, welcher ihre Augen bedeckt. Sie trägt einen grauen Mantel, der ein Stück ihres Bauches zeigt, und eine schwarze Unterhose. Sie hat besonders große Zähne, mit denen sie grinst.

## Mitwirkende
- Lady Gaga – Songwriter, Gesang, Produzent, Klavier
- Rick Rubin – Produzent
- DJ White Shadow – Songwriter
- Nick Monson – Songwriter
- Dino Zisis – Songwriter

## Charts und Chartplatzierungen
| ChartsChartplatzierungen       | Höchstplatzierung | Wochen |
| ------------------------------ | ----------------- | ------ |
| Deutschland (GfK)              | 34 (1 Wo.)        | 1      |
| Österreich (Ö3)                | 28 (1 Wo.)        | 1      |
| Schweiz (IFPI)                 | 15 (1 Wo.)        | 1      |
| Vereinigte Staaten (Billboard) | 8 (2 Wo.)         | 2      |